# شهرستان اسنایدر (پنسیلوانیا)
شهرستان اسنایدر، پنسیلوانیا (به انگلیسی: Snyder County, Pennsylvania) شهرستانی در ایالات متحده آمریکا است که در پنسیلوانیا واقع شده‌است.

## خصوصیات
شهرستان اسنایدر ۸۵۹٫۸۸ کیلومترمربع مساحت دارد.